# Lepyrium
Lepyrium é um género de gastrópode  da família Hydrobiidae.
Este género contém as seguintes espécies:
- Lepyrium showalteri (I. Lea, 1861)